# 片柳コンピュータ科学賞
片柳コンピュータ科学賞（かたやなぎコンピュータかがくしょう、The Katayanagi Prize）は、コンピュータ科学技術に関する賞の一つ。2007年に創設された。

## 概要
片柳コンピュータ科学賞は、2007年に東京工科大学とカーネギーメロン大学とが共同で創設した賞である。この賞は、「片柳優秀研究賞」と「片柳新進リーダーシップ賞」の2賞で構成されており、毎年各1名に授与される。東京工科大学とカーネギーメロン大学の選考委員が受賞者を推薦し、選考の上決定される。

## 背景と目的
片柳コンピュータ科学賞の創設は、日本の教育者である片柳鴻がコンピュータ技術・研究の進歩に貢献したいとの考えに基づいており、本賞に関する資金提供も片柳が行っている。また、業績の顕著な人物への本賞の授与により研究者により一層の躍進を促すと共に、副賞の賞金授与により研究者への一助とし、コンピュータ技術・研究の発展に寄与することを目的とする。

## 片柳優秀研究賞
片柳優秀研究賞は、優れた業績と実績を認められた研究者に授与される。副賞は、賞金2万ドルである。

## 片柳新進リーダーシップ賞
片柳新進リーダーシップ賞は、新進気鋭の傑出した研究者に授与される。副賞は、賞金1万ドルである。

## 受賞者
| 受賞年             | 賞                       | 氏名（カッコ内は主な役職、研究分野等）                                                                          |
| ------------------ | ------------------------ | --- |
| 2007年（平成19年） | 片柳優秀研究賞           | デービッド・A・パターソン（カリフォルニア大学バークレー校コンピュータ学科教授、コンピュータシステム設計研究者） |
| 2007年（平成19年） | 片柳新進リーダーシップ賞 | 五十嵐健夫（東京大学大学院情報理工学系研究科コンピュータ科学専攻助教授、コンピュータグラフィックス研究者）      |
| 2008年（平成20年） | 片柳優秀研究賞           | Christos Papadimitriou（カリフォルニア大学バークレー校電気工学・コンピュータ科学科教授、コンピュータ科学者）    |
| 2008年（平成20年） | 片柳新進リーダーシップ賞 | Erik Demaine（マサチューセッツ工科大学コンピュータ科学科准教授、コンピュータ科学者）                            |
| 2009年（平成21年） | 片柳優秀研究賞           | ドナルド・エルビン・クヌース（スタンフォード大学名誉教授、数学者、コンピュータ科学者）                          |
| 2009年（平成21年） | 片柳新進リーダーシップ賞 | Jon Kleinberg（コーネル大学コンピュータサイエンス学部ティッシュ大学教授、コンピュータ科学者）                   |